# Lovčice (ort i Tjeckien, lat 50,17, long 15,38)
Lovčice är en ort i Tjeckien. Den ligger i den centrala delen av landet, 70 km öster om huvudstaden Prag. Lovčice ligger 228 meter över havet och antalet invånare är 653.
Terrängen runt Lovčice är platt. Runt Lovčice är det ganska tätbefolkat, med 139 invånare per kvadratkilometer. Närmaste större samhälle är Chlumec nad Cidlinou, 5,5 km öster om Lovčice. Omgivningarna runt Lovčice är en mosaik av jordbruksmark och naturlig växtlighet.